# 吉永啓之輔
吉永 啓之輔（よしなが けいのすけ、1983年3月26日 - ）は、日本の男性総合格闘家、実業家。TEAM YMC 栃木所属。元THE OUTSIDER 65-70kg級王者。栃木県出身。

## 来歴
13歳頃に暴走族に入り、総長を務めたこともある。高校を中退した16歳頃から、後の代名詞とも言える刺青を彫り始めた。背中一面には不動明王が彫られている。幼馴染の先輩との喧嘩を動機に20歳からブラジリアン柔術の練習を始め、格闘技にのめり込んでいく。
2007年8月19日、DUMAU Grappling & BJJ Kita Kanto Tournament 2007に出場し、一般・グラップリング-75kg級で優勝。2008年2月3日にはパンクラス・ゲート×2で李大暎と対戦し、1R1分43秒三角絞めで一本勝ちした。
ジムを経営している。

### THE OUTSIDER出場
2008年3月30日、THE OUTSIDER旗揚げ戦に出場。浦野貴之にパウンドでTKO勝ち。根性賞を受賞した。
2008年10月19日、3連続参戦となったTHE OUTSIDER 第参戦のセミファイナルで江田雄一と対戦し、腕ひしぎ十字固めで一本勝ち。前田日明賞（MVP）およびベストグラウンドテクニック賞を受賞した。
2008年12月、栃木県真岡市に「TEAM YMC 栃木」のジムを設立し代表となった。
2008年12月20日、「THE OUTSIDER 第4戦」のセミファイナルで佐野哲也と対戦し、ベストバウト賞、クローズZEROII賞、ファイティングスピリット賞を受賞した。THE OUTSIDER代表の前田日明に「日本人絡みの試合でこの数年でプロを含めベストバウト」と評価された。
2009年3月15日、「クローズZERO II 公開記念 THE OUTSIDER SPECIAL」のメインイベントで秀虎と対戦し、右ストレートでダウンを奪われると、続けての左ジャブ連打でKO負けとなった。負けはしたものの、真樹日佐夫賞を受賞した。
2009年8月9日、「THE OUTSIDER 第7戦」のメインイベントで山口剛と対戦し、開始19秒フロントチョークで一本勝ち。トーナメント出場を決めるのと同時に、ベストファイター賞を受賞した。
2009年10月11日、「THE OUTSIDER 第8戦」で開幕した65-70kgトーナメントに出場。1回戦でモルトマン、2回戦で三枝美洋にそれぞれ三角絞めで一本勝ちし、ベスト4進出を決めた。さらにベストグラウンドテクニック賞、ベストバウト賞などを受賞した。
2009年12月13日、「THE OUTSIDER 第9戦」の65-70kgトーナメント準決勝で武井勇輝に開始37秒左跳び膝蹴りでKO勝ちすると、決勝では佐野哲也にTKO勝ちで1年前の雪辱を果たすとともに優勝を決め、65-70kg級初代チャンピオンとなった。さらにMVP、ベストストライキングテクニック賞、ベストバウト賞などを受賞した。
2010年10月11日、THE OUTSIDER 第13戦のメインイベント「アウトサイダー対ZST対抗戦」で奥出雅之と対戦し、腕ひしぎ十字固めで一本負けを喫した。この大会前にリングスとプロ契約を交わし、この試合がプロデビュー戦となった。
2010年12月23日、KICK the ROOTS 〜宇都宮キックボクシング2〜で同門・松本峰周と対戦し、ドローで終わった。 
2011年11月14日、THE OUTSIDER 第19戦で佐野哲也と65-70kg級王座を賭け3度目の対戦。実力者同士の対決でしかも3度目とあって、お互い手の内は知り尽くしており完全決着とはならず、3-0の判定勝ちを収める。
2012年7月15日、THE OUTSIDER 第22戦の65-70kg級王座防衛戦でRyoと対戦。開始早々Ryoに膝蹴りを入れた吉永だが、そのままRyoに押し倒され下からの三角絞めを仕掛けた吉永だが、うまく逃れたRyoは下から蹴り上げる吉永の背後に回り込み、チョークスリーパーで1R58秒タップアウト。王座防衛に失敗。
2014年9月7日、THE OUTSIDER 第32戦の65-70kg級タイトルマッチで王者 熊澤伸哉に挑戦し、1R2分47秒 TKO勝ちで王座に返り咲いた。
2015年7月19日、THE OUTSIDER 第36戦の65-70kg級王座防衛戦で朝倉未来と対戦し、1R2分35秒、右フックからのパウンドでKO負けし王座陥落した。
2019年6月23日、東京の新木場1stRINGにて、踊る便所太郎が主宰するツイキャス配信者格闘技イベント「ステゴロ3～The last duel」に参戦、配信者のてしてしとボクシングルール（2分2R）で対戦し、1R1分53秒、2ダウンを奪いTKO勝ち。
2022年1月8日、新宿FACEにて、配信者TJ主催のツイキャス配信者格闘技イベント「ギガフェス」に参戦、へずまりゅうとキックボクシングルール（2分2R）で対戦し、1R7秒、ハイキックでKO勝ち。

### BreakingDown出場
2022年3月開催の『BreakingDown4』でBreakingDownに初出場。『BreakingDown3』のミドル級1Dayトーナメントを制した井土徹也とMMAルールで対戦。前半井土の強烈なパウンド連打に苦しめられ、ラスト5秒で反撃を見せるも、判定の末1-2で敗れた。同年7月開催の『BreakingDown5』では元K-1ファイターのモハン・ドラゴンとのキックルールでの対戦がメインイベントとして決まった。試合は判定5-0で勝利。
同年11月開催の『BreakingDown6』では元プロボクシング日本ランカーの飯田将成と、「THE OUTSIDER vs. BreakingDown 6vs6対抗戦」の大将戦として対戦。開始直後、飯田のパンチの連打で金網まで追い詰められスタンディングダウンを取られる。再開後も飯田の左右のフックが啓之輔を捉えたが、カウンターの左膝蹴りから更に踏み込んでの左ヒザが飯田の右わき腹に突き刺り膝から崩れ落ちた飯田から1R40秒逆転KO勝ちを奪った。
2023年2月開催の『BreakingDown7』では安保瑠輝也の弟子であるジョリーとの対戦が決定。試合は延長の末に判定1-4で敗北。この判定に納得が行かないと主張したことで、翌3月開催の『BreakingDown7.5』のメインカードとしてジョリーとの再戦が決定。また、完全決着をつけるために1分3ラウンドルールで試合が行われることとなった。試合は更に1ラウンド延長した末に、判定1-2で敗北。
同年5月開催の『BreakingDown8』は出場予定がなかったが、安保瑠輝也の弟子である「てる」が負傷したことで代役として出場。日韓対抗戦でコ・ソクチョルと対戦し、ボディへの膝蹴りで1ラウンド16秒・KO勝利。
同年8月開催の『BreakingDown9』では、「喧嘩自慢最強決定戦」の北関東チームの監督を萩原裕介とともに務めた。監督として出席した前日記者会見では、試合前のオーディションで乱闘騒ぎになったことで因縁のある大阪チームと再び乱闘騒ぎになり、大阪チーム監督の瓜田純士と揉み合いになる。「喧嘩自慢最強決定戦」で北関東チームは2-3で大阪チームに敗北した。
同年11月開催の『BreakingDown10』では、大阪喧嘩自慢のダイスケと1分3ラウンドでの対戦が決定。この対戦は「THE OUTSIDER vs 合宿参加組」としてTHE OUTSIDER出身の選手4名と、強化合宿に参加した若手選手4名でカードが組まれ、THE OUTSIDER出身の選手は「負けたら引退」という条件で出場することとなった。試合前のオーディションでは、ダイスケに挑発された上でビンタされ、「溝口さん、これやる意味あります？」、「BreakingDownを盛り上げてきてね、なんで呼ばれてさ、このガキに手出されなきゃならないの？」、「我慢の限界がある、こっちにも」などとBreakingDown COOの溝口勇児に対しても怒りを露わにした。試合は判定5-0で勝利。試合後のマイクでも「負けたら引退」という扱いに不満を示した上で、YA-MANとの引退を賭けた対戦を希望した。
2024年9月開催の『BreakingDown13』で、THE OUTSIDER 60-65キロ級初代王者の幕大輔と1分無制限ラウンド、MMAルールでの対戦が決定。試合前のオーディションで幕が「元アウトサイダーの誰かとやりたいっすね」と話すと、「幕、俺の事言ってんのか？俺がやってやるよ」、「初代チャンピオン何人もいらないでしょ」などと話した。試合は膝蹴りからのパウンドで13秒でKO勝利した。

## 戦績

### 総合格闘技
| 総合格闘技 戦績 | 総合格闘技 戦績 | 総合格闘技 戦績 | 総合格闘技 戦績 | 総合格闘技 戦績 | 総合格闘技 戦績 | 総合格闘技 戦績 |
| --------------- | --------------- | --------------- | --------------- | --------------- | --------------- | --------------- |
| 37 試合         | (T)KO           | 一本            | 判定            | その他          | 引き分け        | 無効試合        |
| 24 勝           | 9               | 12              | 3               | 0               | 1               | 0               |
| 12 敗           | 6               | 3               | 3               | 0               | 1               | 0               |

| 勝敗 | 対戦相手     | 試合結果                               | 大会名                                                       | 開催年月日     |
| ○    | 幕大輔       | 1R 0:13 TKO（顔面への膝蹴り→パウンド） | BreakingDown13                                               | 2024年9月1日   |
| ×    | 井土徹也     | 1分1R終了 判定1-2                      | BreakingDown4                                                | 2022年3月21日  |
| ×    | 大島渓太郎   | 1R 0:14 KO（ヘッドバット）             | Number1 vol.23 【Number1ライト級タイトルマッチ】             | 2019年8月25日  |
| ○    | 椎葉誠斗     | 1R 2:45 フロントネックロック           | THE OUTSIDER第52戦 10周年 九州大会                           | 2018年9月2日   |
| ×    | 佐野哲也     | 3分2R終了 判定0-3                      | THE OUTSIDER第50戦 有明ファイナル                            | 2018年3月11日  |
| ○    | 我妻慎太郎   | 2R 0:28 TKO（ドクターストップ）        | BOUNCE 第8戦                                                 | 2017年4月16日  |
| ○    | イ・ドングン | 1R 4:40 フロントチョーク               | RINGS/THE OUTSIDER SPECIAL                                   | 2016年12月11日 |
| ×    | 田村彰敏     | 3分3R終了 判定0-3                      | PANCRASE 278                                                 | 2016年6月12日  |
| ○    | 黒石高大     | 1R 1:00 フロントチョーク               | THE OUTSIDER 大田区総合体育館 SPECIAL                        | 2015年12月13日 |
| ×    | 朝倉未来     | 1R 2:35 KO（右フック→パウンド）        | THE OUTSIDER 第36戦 【THE OUTSIDER 65-70kg級タイトルマッチ】 | 2015年7月19日  |
| ○    | 河西和希     | 1R 1:48 TKO（パウンド）                | THE OUTSIDER 第34戦                                          | 2015年3月21日  |
| ×    | 清水ダイキ   | 1R 2:03 TKO（パウンド）                | THE OUTSIDER 第33戦                                          | 2014年12月7日  |
| ○    | 熊澤伸哉     | 1R 2:47 TKO（主催者ストップ）          | THE OUTSIDER 第32戦 【THE OUTSIDER 65-70kg級タイトルマッチ】 | 2014年9月7日   |
| ×    | 堀鉄平       | 1R 3:05 腕ひしぎ十字固め               | THE OUTSIDER 第29戦                                          | 2014年2月16日  |
| ○    | HIBIKI       | 1R 3:00 TKO（出血ストップ）            | THE OUTSIDER 第27戦 ～大阪初上陸～                           | 2013年9月8日   |
| ○    | 齊藤勇駿     | 3分2R終了 判定 2-0                     | RINGS X THE OUTSIDER                                         | 2013年6月9日   |
| ○    | 鷹亜希       | 1R 2:13 KO（2ノックダウン）            | RINGS/THE OUTSIDER ヴォルク・ハン引退記念興行                | 2012年12月16日 |
| ×    | Ryo          | 1R 0:58 チョークスリーパー             | THE OUTSIDER第22戦 【THE OUTSIDER 65-70kg級タイトルマッチ】  | 2012年7月15日  |
| ○    | 三枝美洋     | 1R 0:29 KO（左フック）                 | THE OUTSIDER 第20戦                                          | 2012年2月12日  |
| ○    | 佐野哲也     | 3分2R終了 判定3-0                      | THE OUTSIDER 第19戦 【THE OUTSIDER 65-70kg級タイトルマッチ】 | 2011年11月13日 |
| ×    | 内村洋次郎   | 2R 3:56 TKO（主催者ストップ）          | THE OUTSIDER 第17戦                                          | 2011年7月17日  |
| ○    | 松田真吾     | 3分2R終了 判定3-0                      | THE OUTSIDER 第15戦                                          | 2011年2月13日  |
| ×    | 奥出雅之     | 2R 1:39 腕ひしぎ十字固め               | THE OUTSIDER 第13戦                                          | 2010年10月11日 |
| ○    | 野村剛史     | 1R 2:14 三角絞め                       | THE OUTSIDER 第12戦                                          | 2010年6月20日  |
| ○    | 佐野哲也     | 2R 0:36 TKO（2ノックダウン：膝蹴り）   | THE OUTSIDER 第9戦 【65-70kg トーナメントマッチ 決勝】       | 2009年12月13日 |
| ○    | 武井勇輝     | 1R 0:37 KO（左跳び膝蹴り）             | THE OUTSIDER 第9戦 【65-70kg トーナメントマッチ 準決勝】     | 2009年12月13日 |
| ○    | 三枝美洋     | 2R 1:44 三角絞め                       | THE OUTSIDER 第8戦 【65-70kg トーナメントマッチ 2回戦】      | 2009年10月11日 |
| ○    | モルトマン   | 1R 1:52 三角絞め                       | THE OUTSIDER 第8戦 【65-70kg トーナメントマッチ 1回戦】      | 2009年10月11日 |
| ○    | 山口剛       | 1R 0:19 フロントチョーク               | THE OUTSIDER 第7戦 【65-70kg トーナメントマッチ 選考試合】   | 2009年8月9日   |
| ×    | 秀虎         | 1R 1:04 KO（左ジャブ）                 | クローズZERO II 公開記念 THE OUTSIDER SPECIAL                | 2009年3月15日  |
| ×    | 佐野哲也     | 2R 2:59 TKO（パウンド）                | THE OUTSIDER 第4戦                                           | 2008年12月20日 |
| ○    | 江田雄一     | 1R 1:30 腕ひしぎ十字固め               | THE OUTSIDER 第参戦                                          | 2008年10月19日 |
| ○    | 中村淳平     | 1R 0:50 三角絞め                       | THE OUTSIDER 第弐戦                                          | 2008年7月19日  |
| △    | 松田真吾     | 5分1R終了 時間切れ                     | ZST.17【ジェネシスバウト】                                   | 2008年5月18日  |
| ○    | 浦野貴之     | 1R 1:58 三角絞め                       | THE OUTSIDER                                                 | 2008年3月30日  |
| ○    | 李大暎       | 1R 1:43 三角絞め                       | 第26回パンクラス・ゲート×2 ワンマッチ大会                    | 2008年2月3日   |
| ○    | 川端純男     | 1R 1:43 肩固め                         | 第3回Hybrid Bout in宇都宮                                    | 2007年10月27日 |

### キックボクシング
| キックボクシング 戦績 | キックボクシング 戦績 | キックボクシング 戦績 | キックボクシング 戦績 | キックボクシング 戦績 | キックボクシング 戦績 | キックボクシング 戦績 |
| --------------------- | --------------------- | --------------------- | --------------------- | --------------------- | --------------------- | --------------------- |
| 11 試合               | (T)KO                 | 判定                  | その他                | 引き分け              | 無効試合              |                       |
| 9 勝                  | 6                     | 3                     | 0                     | 0                     | 0                     |                       |
| 2 敗                  | 0                     | 2                     | 0                     | 0                     | 0                     |                       |

| 勝敗 | 対戦相手         | 試合結果                          | 大会名              | 開催年月日     |
| ○    | アマリザ         | 1R 0:40 KO （右フック）           | BreakingDown16      | 2025年7月13日  |
| ○    | ダイスケ         | 1分3R終了 判定5-0                 | BreakingDown10      | 2023年11月23日 |
| ○    | 斗夢             | 1R 1:30 KO（左ハイキック→膝蹴り） | BLOW OUT            | 2023年7月1日   |
| ○    | コ・ソクチョル   | 1R 0:16 KO（ボディへの膝蹴り）    | BreakingDown8       | 2023年5月21日  |
| ×    | ジョリー         | 1分3R+延長1R終了 判定1-2          | BreakingDown7.5     | 2023年3月31日  |
| ×    | ジョリー         | 1分1R+延長1R終了 判定1-4          | BreakingDown7       | 2023年2月19日  |
| ○    | 飯田将成         | 1R 0:40 KO（ボディへの膝蹴り）    | BreakingDown6       | 2022年11月3日  |
| ○    | モハン・ドラゴン | 1分1R終了 判定5-0                 | BreakingDown5       | 2022年7月17日  |
| ○    | へずまりゅう     | 1R 0:07 KO（左ハイキック）        | ギガフェス          | 2022年1月8日   |
| ○    | 右乳             | 2分2R終了 判定                    | KINGCRAFT FIGHT     | 2021年5月30日  |
| ○    | 沼尻和之         | 2R 1:57 KO（左フック）            | THE OUTSIDER 第16戦 | 2011年5月8日   |

### エキシビション
| 勝敗 | 対戦相手   | 試合結果                          | 大会名                                   | 開催年月日     |
| △    | 智也       | 2分2R終了 判定なし                | BURST                                    | 2024年7月20日  |
| △    | 樋口武大   | 2分2R終了 判定なし                | 天下一                                   | 2024年4月14日  |
| △    | 久保健太   | 3分2R終了 判定なし                | SPARK                                    | 2023年11月3日  |
| ○    | 高垣勇二   | 1R 2:06 KO（左フック→右アッパー） | YOKOHAMA FIGHT FESTIVAL ～背水の陣～     | 2021年12月29日 |
| ×    | 安保瑠輝也 | 2R 0:15 TKO（タオル投入）         | K-1 DX『安保瑠輝也、誰とでも戦います。』 | 2020年12月23日 |
| ○    | てしてし   | 1R 1:53 KO（右フック）            | ステゴロ3～The last duel                 | 2019年6月23日  |
| △    | 滝田J太郎  | 判定なし                          | THE OUTSIDER 大田区総合体育館SPECIAL     | 2017年12月10日 |
| ○    | 土橋政春   | 1R 1:20 KO                        | THE OUTSIDER 第46戦                      | 2017年5月21日  |
| △    | 松本峰周   | 判定なし                          | KICK the ROOTS 〜宇都宮キックボクシング2 | 2010年12月23日 |

### グラップリング
| 勝敗 | 対戦相手   | 試合結果                 | 大会名                                                           | 開催年月日     |
| ○    | 飛鳥川康晴 | 1R 4:14 フロントチョーク | Resilience 01                                                    | 2019年4月14日  |
| ○    | 鶴田隆一   | 4分1R終了 判定2-0        | 第3回 Hybrid Bout in 宇都宮                                      | 2007年10月21日 |
| ×    | 中野朋和   | 4分1R終了 判定負け       | 第2回北関東格闘技サミットHYBRIDBOUTin宇都宮                      | 2006年10月22日 |
| ×    | 小林良太   | 判定4-9                  | Giグラップリングアマチュアオープントーナメント関東大会 【2回戦】 | 2006年8月20日  |
| ○    | 今井陽介   | 腕ひしぎ十字固め         | Giグラップリングアマチュアオープントーナメント関東大会 【1回戦】 | 2006年8月20日  |

## 獲得タイトル
- 初代THE OUTSIDER65-70kg級王座（2009年）
- 第4代THE OUTSIDER65-70kg級王座（2014年）

## 映画
- クローズZERO II（2009年4月11日、東宝）- 不良役
- タイトロープ ～アウトサイダーという生き方～[38]（2013年11月、アンデスフィルム）- ドキュメンタリー映画

## 漫画
- エリート（漫画：阿部秀司、監修：岩橋健一郎、秋田書店（チャンピオンクロス連載）） - 半自伝